# Sekwencja Boumy

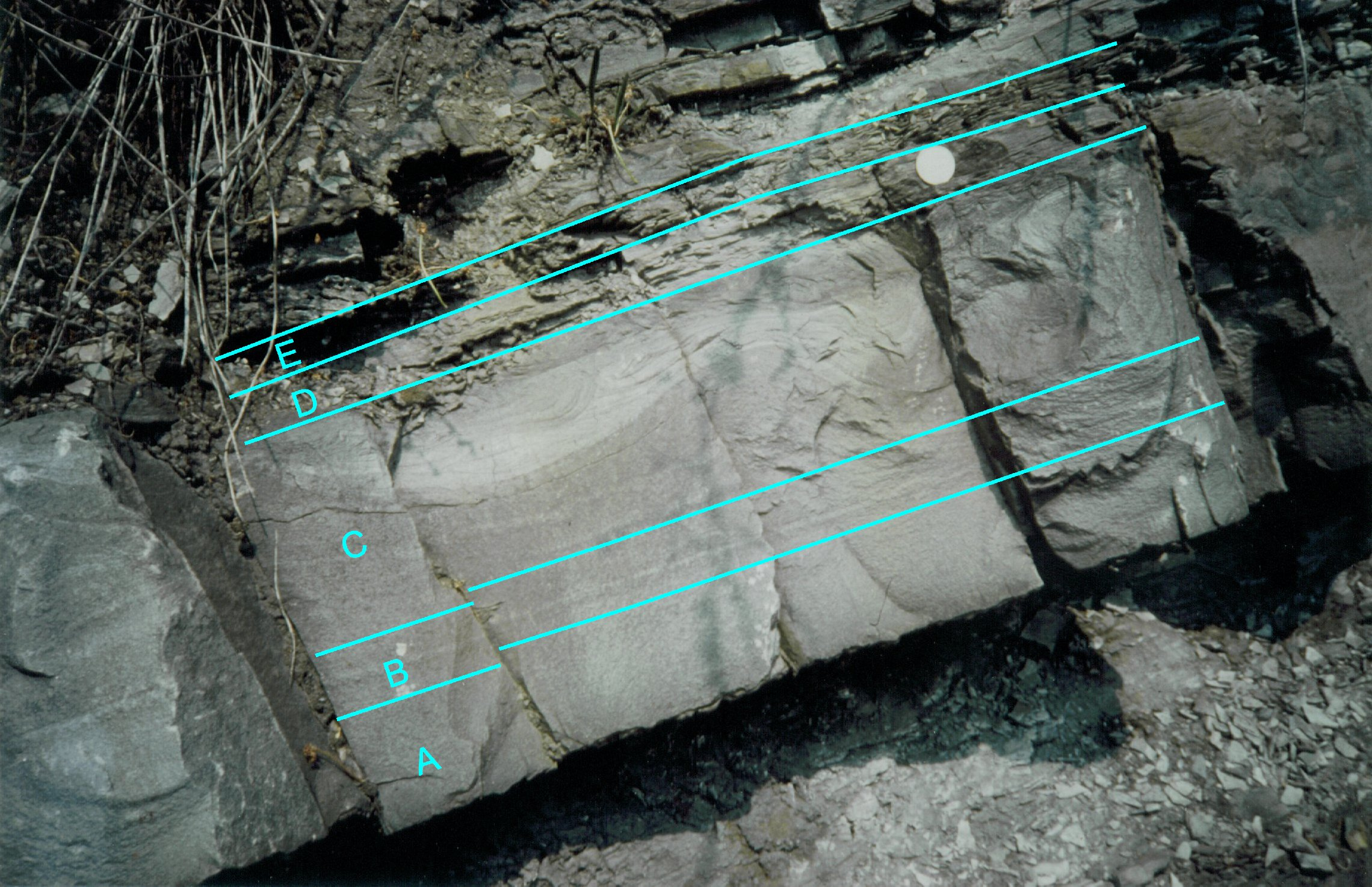
Kompletna sekwencja Boumy w piaskowcu dewońskim (Becke-Oese, Niemcy)

Sekwencja Boumy – następstwo pięciu rodzajów warstwowania i typu osadu występujące w ławicy skalnej utworzonej przez prąd zawiesinowy. Powszechna struktura we fliszu.
Idąc od spągu ławicy wyróżnia się w sekwencji Boumy następujące człony sekwencji:
- A – uziarnienie frakcjonalne
- B – laminacja pozioma
- C – laminacja przekątna, czasem warstwowanie konwolutne
- D – laminacja pozioma
- E – mułowiec pozbawiony struktur

Pełna sekwencja Boumy oznaczana jest symbolem Tabcde. Często występuje niepełna sekwencja, złożona tylko z niektórych członów. Sekwencja Boumy jest efektem osadzania się osadów w czasie stopniowego wyhamowywania prądu zawiesinowego i zmniejszającej się siły tegoż. Termin wprowadził Arnold Bouma w 1962.